# Lost: Via Domus
Lost: Via Domus е видеоигра, разработена от Ubisoft и базирана на американския сериал „Изгубени“ и е пусната за PC, Xbox 360 и PlayStation 3 на 26 февруари 2008 г.
Игра по „Изгубени“ е пусната за мобилни телефони на 16 януари 2007 г. и за пето поколение iPod на 23 май 2007 г. Тя не е свързана с Via Domus и не е създадена от същия екип.